# Helmuth Fischer
Helmuth Fischer   (Bremerhaven, 29 de gener de 1911 - 29 de febrer de 1996) fou un nedador alemany que va competir durant les dècades de 1930 i 1940.
El 1936 va prendre part en els Jocs Olímpics d'Estiu de Berlín, on va disputar dues proves del programa de natació. En ambdues, els 4x200 metres lliures, i els 100 metres lliures, finalitzà en cinquena posició.
En el seu palmarès destaca una medalla de plata en els 100 metres lliures al Campionat d'Europa de natació de 1934 i el campionat nacional dels 100 metres lliures de 1933, 193, 1936, 1937, 1938 i 1939. En aquesta mateixa prova va establir un rècord nacional que fou vigent durant 21 anys.
Durant la Segona Guerra Mundial va ser capturat pels soviètics i fou fet presoner fins al 1949.